# Eremoleon ornatipennis
Eremoleon ornatipennis is een insect uit de familie van de mierenleeuwen (Myrmeleontidae), die tot de orde netvleugeligen (Neuroptera) behoort. 
Eremoleon ornatipennis is voor het eerst wetenschappelijk beschreven door Alayo in 1968.